# Chris Hipkins

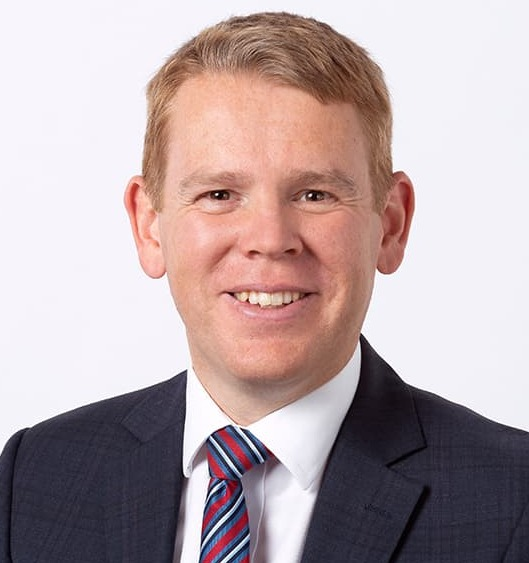
Chris Hipkins (2022)

Christopher John „Chris“ Hipkins (* 5. September 1978 in Wellington) ist ein neuseeländischer Politiker der New Zealand Labour Party. Er war vom 25. Januar bis 27. November 2023 Premierminister Neuseelands.

## Leben
Christopher John Hipkins wurde 1978 in Wellington geboren. Seine Mutter,  Rosemary Hipkins, war leitende Forscherin beim New Zealand Council for Educational Research. Hipkins besuchte die Waterloo Primary School, die Hutt Intermediate School und das Hutt Valley Memorial College, das später in Petone College umbenannt wurde. Nach seinem Schulabschluss studierte er Politikwissenschaft und Kriminologie an der Victoria University of Wellington. Während seiner Studienzeit engagierte er sich in der Studentenvereinigung, in deren Vorstand er über vier Jahre tätig war, davon ein Jahr als Vizepräsident und zwei Jahre als Präsident. Auch war er Mitglied des Verwaltungsrates der Universität.

## Berufliche Tätigkeit
Nach Abschluss seines Studiums arbeitete Hipkins als politischer Berater für die Industry Training Federation of New Zealand und schloss eine Tätigkeit als Leiter von Ausbildungs- und Lehrlingsprogrammen in der Öl- und Gasindustrie des Landes an.

## Politische Karriere
Im Jahr 1996 trat Hipkins in die Labour Party ein, arbeitete als Berater des damaligen Bildungsministers Trevor Mallard (1999–2005), als Berater für Steve Maharey und für die damalige Premierministerin Helen Clark.
Im Dezember 2007 wählte die Labour Party Hipkins zu ihrem Kandidaten für den Wahlkreis Rimutaka, der später in Remutaka umbenannt wurde. Er gewann die Wahl zur General Election für einen Sitz im New Zealand Parliament ein Jahr später, so auch in den Jahren 2011, 2014, 2017 und 2020. Als Labour unter der Führung von Jacinda Ardern die Parlamentswahl 2017 gewonnen hatte, ernannte sie Chris Hipkins mit Wirkung vom 26. Oktober 2017 zum Leader of the House und holte ihn für folgende Ministerposten ins erste Kabinett ihrer Regierung:

### Ministerämter in der Regierung Ardern
| Minister                                      | vom              | bis              |
| --------------------------------------------- | ---------------- | ---------------- |
| Minister of Education                         | 26. Oktober 2017 | 6. November 2020 |
| Minister Responsible for Ministerial Services | 26. Oktober 2017 | 6. November 2020 |
| Minister of State Services                    | 26. Oktober 2017 | 6. November 2020 |
| Minister for Health                           | 2. Juli 2020     | 6. November 2020 |

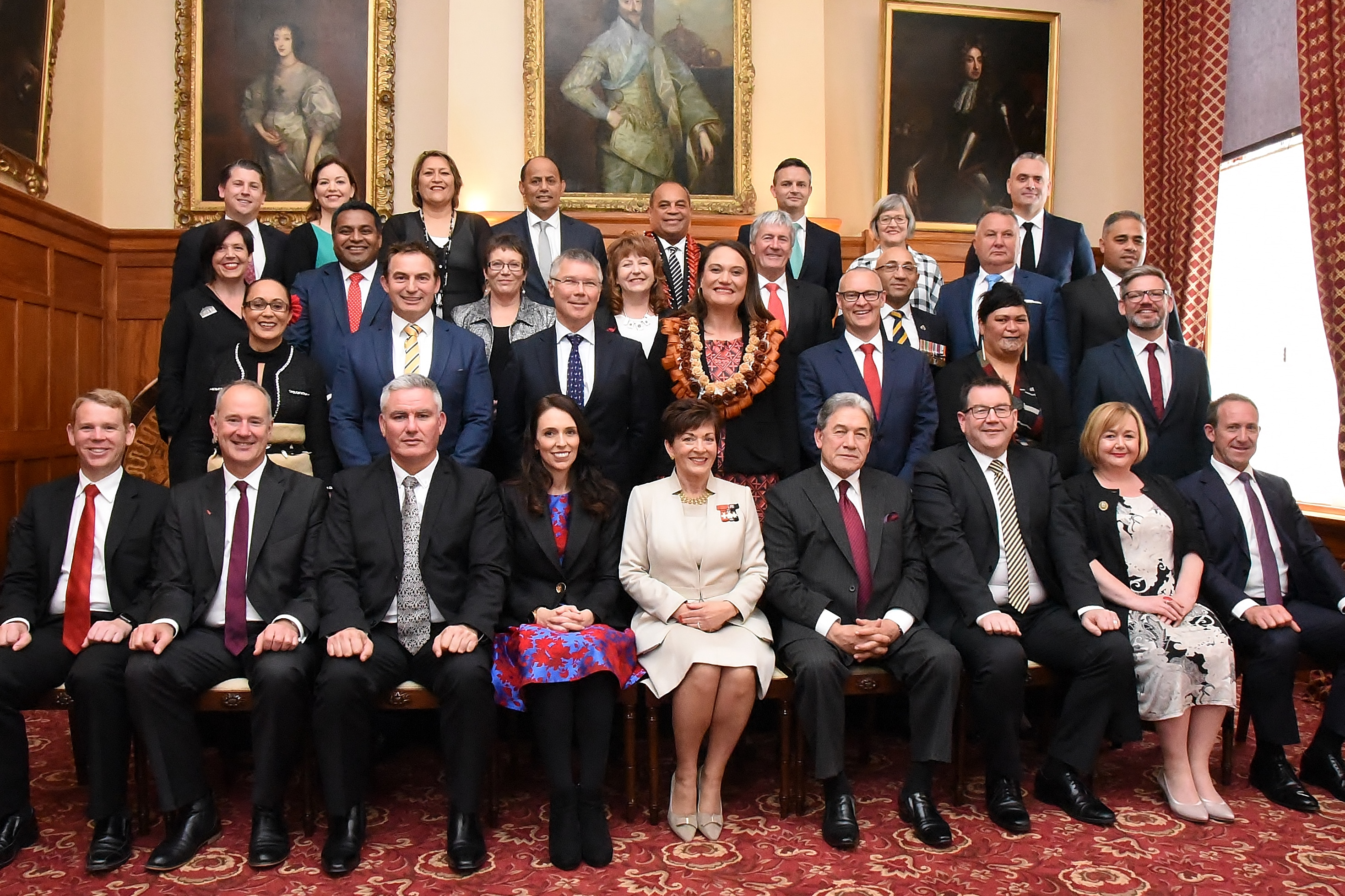
Chris Hipkins (2017)
1. von links in der ersten Reihe

Nach der Wiederwahl von Labour im November 2020 bildete Ardern ihre Regierung um. Hipkins wurde Mitglied des zweiten Kabinetts und mit folgenden Ministerposten betraut:

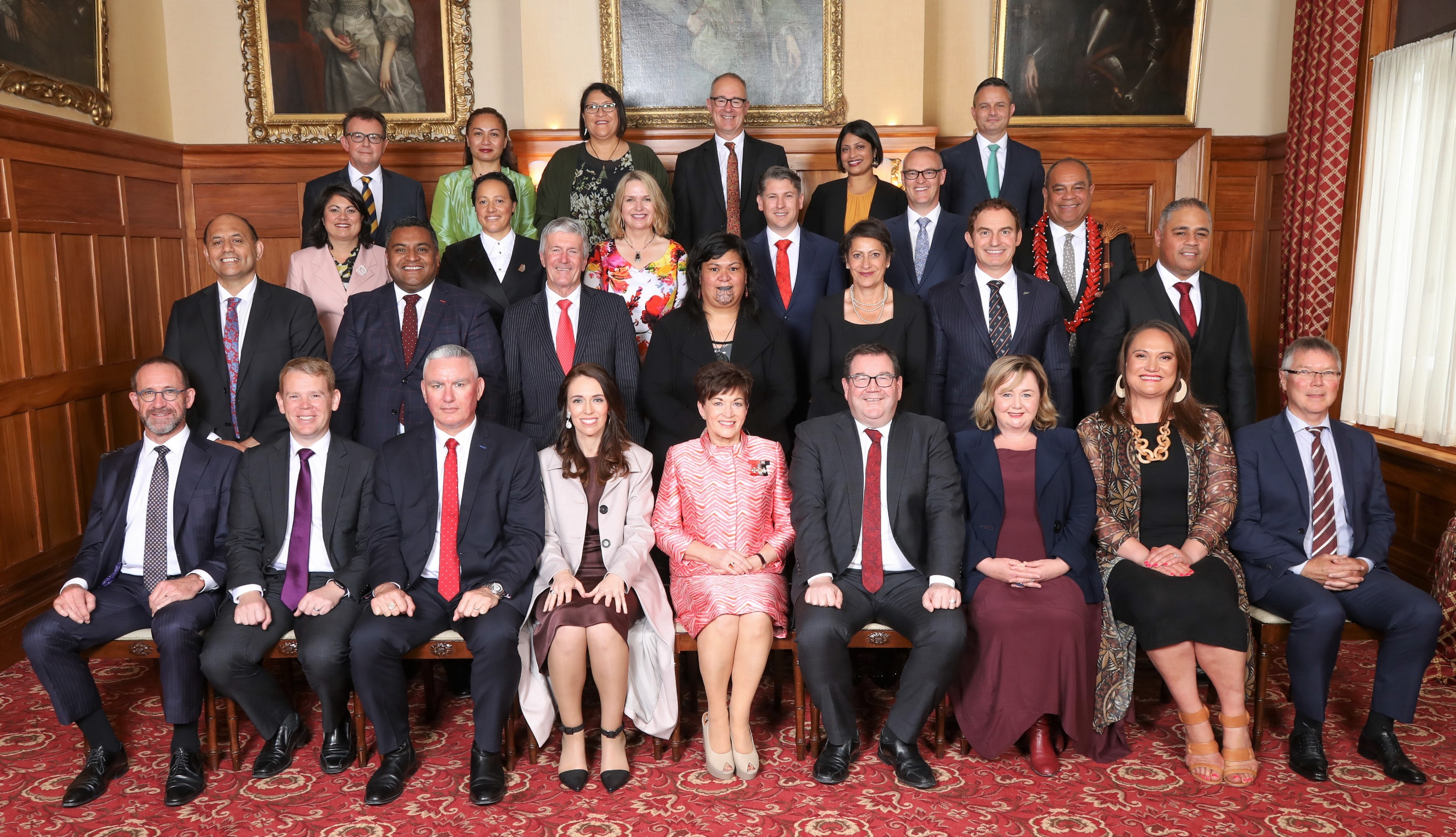
Chris Hipkins (2020)
2. von links in der ersten Reihe

| Minister                        | vom              | bis             |
| ------------------------------- | ---------------- | --------------- |
| Minister of Education           | 6. November 2020 | 25. Januar 2023 |
| Minister for the Public Service | 6. November 2020 | 25. Januar 2023 |
| Minister for COVID-19 Response  | 6. November 2020 | 14. Juni 2022   |
| Minister for Police             | 14. Juni 2022    | 25. Januar 2023 |

Die Position des Leader of the House behielt Hipkins.

### Ministerämter in der Regierung Hipkins
Nachdem Jacinda Ardern im Januar 2023 überraschend ihren Rücktritt zum 7. Februar bekannt gegeben hatte, einigte sich die Partei sehr schnell auf Hipkins als Parteiführer und Premierminister. Am 25. Januar 2023 wurde mit seiner Vereidigung der Wechsel an der Spitze der Regierung vollzogen.
| Minister                                        | vom             | bis               |
| ----------------------------------------------- | --------------- | ----------------- |
| Prime Minister                                  | 25. Januar 2023 | 27. November 2023 |
| Minister for National Security and Intelligence | 25. Januar 2023 | 27. November 2023 |
| Minister Responsible for Ministerial Services   | 25. Januar 2023 | 27. November 2023 |

Quelle: Department of the Prime Minister and Cabinet
Mit der nachfolgenden regulären Parlamentswahl, die am 14. Oktober 2023 stattfand, verlor die Labour Party ihre Regierungsmehrheit an die New Zealand National Party und Hipkins nahm folglich die Rolle des Oppositionsführers für seine Partei an. Seinen Wahlkreis Remutaka konnte er aber mit 54,5 % der abgegebenen Stimmen erfolgreich verteidigen.